# Хас (округ)
Хас (алб. Rrethi i Hasit) — один з 36 округів Албанії.
Округ, займає територію 374 км² і відноситься до області Кукес. Адміністративний центр — містечко Крум.

## Географічне положення
Округ Хас розташований на північному сході Албанії на кордоні з Косово. Коли у 1913 році великі держави: Австро-Угорщина, Велика Британія, Німеччина, Італія, Росія і Франція визначали кордони Албанії, то вони розділили гірську країну Хас, що лежала між текучим на південь Білим Дрином і текучим на захід повноводним Дрином.
Після того, як після Другої світової війни комуністичним режимом були закриті албанські кордони, всі економічні, культурні та приватні відносини населення з східною частиною Хаса в Косово були перервані, а найважливіші ринки в містах Прізрен і Джяковіца перестали бути доступними.
Округ Хас розташований дуже усамітнено, має нечисленне населення і досить бідний. Ґрунт не родючий, звідси і назва місцевості: «посушливий Хас».
Південний кордон округи утворює штучне водосховище Фієрза на річці Дрин. На іншій стороні озера знаходиться округ Кукес. Північно-східна межа йде по гірському ланцюгу Хас, що досягає позначки 1988 м (гора Mali i Pashtrikut). У північно-західній частині округу у села Tropoja раніше вівся видобуток хрому. Зараз населення живе практично виключно сільським господарством. Населення майже 100% суніти.

## Транспорт
Дороги в окрузі дуже в поганому стані. Наприклад, з Кукеса в Bajram Curri важко дістатися навіть на позашляховиках. Після закінчення війни в Косово на північ від Крум відкрився новий прикордонний перехід, що з'єднує округ з містом Джяковіца. У багатьох місцях на кордоні досі збереглися мінні поля часів війни 1999 року, створені проти біженців в Хас.

## Адміністративний поділ
Територіально округ розділений на місто Крума і 3 громади: Fajza, Gjinaj, Golaj.